# Distretto di Yaurisque
Il distretto di Yaurisque è uno dei nove distretti della  provincia di Paruro, in Perù. Si trova nella regione di Cusco.